# Große Freiheit
Große Freiheit (bra: Great Freedom; prt: Grande Liberdade) é um filme de drama dirigido por Sebastian Meise com produção de Alemanha e Áustria.
Em junho de 2021, o filme foi selecionado para competir na categoria Un certain regard do festival de cinema francês de Cannes representando a Áustria. Em Cannes, o filme venceu no voto do júri na categoria Un certain regard. No Festival de Cinema Europeu de Sevilla, venceu o prêmio Golden Giraldillo.
O longa foi selecionado como a inscrição austríaca para o Oscar de melhor filme internacional no Oscar 2022 e, em 22 de dezembro de 2021, foi selecionado para a cerimônia de premiação, não chegando a lista final.
Foi lançado nos cinemas em 18 de novembro de 2021 na Alemanha pela Piffl Medien e no dia seguinte na Áustria pela Filmladen Filmverleih.

## Enredo
O filme se passa na Alemanha Ocidental, no contexto do pós-Segunda Guerra Mundial, Hans (Franz Rogowski) é preso pelo governo do pós-guerra, tendo sido anteriormente preso em um campo de concentração por infringir as leis nazistas anti-gays, que ainda estão em vigor. Hans desenvolve um relacionamento com seu colega de cela Viktor (Georg Friedrich), um assassino condenado.

## Elenco
- Franz Rogowski como Hans Hoffmann
- Georg Friedrich como Viktor Kohl
- Anton von Lucke como Leo
- Thomas Prenn como Oskar

## Recepção

### Crítica
No site agregador de críticas Rotten Tomatoes, o filme detém um índice de aprovação de 97% com base em 60 críticas da crítica, com uma classificação média de 8,1/10. O consenso crítico do site diz: "Com inteligência e sensibilidade, Great Freedom baseia-se em injustiças do passado para apresentar um tributo lindamente elaborado à persistência do espírito humano".
No Metacritic, o filme tem uma pontuação média ponderada de 89 em 100, com base em 18 avaliações, indicando "aclamação universal".

### Prêmios e indicações
| Prêmio                                      | Data da cerimônia      | Categoria                                            | Recipiente(s)                                       | Resultado | Ref.   |
| ------------------------------------------- | ---------------------- | ---------------------------------------------------- | --------------------------------------------------- | --------- | ------ |
| Diagnole                                    | 13 de junho de 2021    | Diagnole de melhor ator                              | Georg Friedrich                                     | Vencedor  | [ 18 ] |
| Diagnole                                    | 13 de junho de 2021    | Diagnole de melhor câmera                            | Crystel Fournier                                    | Vencedor  | [ 19 ] |
| Diagnole                                    | 13 de junho de 2021    | Prêmio VAM por Realização de Produção Extraordinária | Sabine Moser e Oliver Neumann                       | Vencedor  | [ 20 ] |
| Diagnole                                    | 13 de junho de 2021    | Prêmio Diagonale de Melhor Edição                    | Joana Scrinzi                                       | Vencedor  | [ 21 ] |
| Festival de Cannes                          | 17 de julho de 2021    | Un Certain Regard                                    | Sebastian Meise                                     | Vencedor  | [ 22 ] |
| Festival de Cannes                          | 17 de julho de 2021    | Queer Palm                                           | Sebastian Meise                                     | Indicado  | [ 22 ] |
| Festival de Cinema de Sarajevo              | 20 de agosto de 2021   | Melhor Filme                                         | Great Freedom                                       | Vencedor  | [ 23 ] |
| Festival de Cinema de Sarajevo              | 20 de agosto de 2021   | Prêmio CICAE                                         | Great Freedom                                       | Vencedor  | [ 23 ] |
| Festival de Cinema de Sarajevo              | 20 de agosto de 2021   | Melhor ator                                          | Georg Friedrich                                     | Vencedor  | [ 23 ] |
| Festival du Nouveau Cinéma de Montreal      | 18 de outubro de 2021  | Melhor diretor internacional                         | Sebastian Meise                                     | Vencedor  | [ 24 ] |
| Festival Internacional de Cinema de Chicago | 24 de outubro de 2021  | Gold Q-Hugo                                          | Great Freedom                                       | Vencedor  | [ 25 ] |
| Viennale                                    | 31 de outubro de 2021  | Melhor elenco                                        | Great Freedom                                       | Vencedor  | [ 26 ] |
| Viennale                                    | 31 de outubro de 2021  | Prêmio ExtraVALUE de Cinema - Melhor Longa-Metragem  | Great Freedom                                       | Vencedor  | [ 26 ] |
| Festival de Cinema Europeu de Sevilha       | 13 de novembro de 2021 | Prêmio Giraldillo de Ouro de Melhor Filme            | Great Freedom                                       | Vencedor  | [ 7 ]  |
| Festival de Cinema Europeu de Sevilha       | 13 de novembro de 2021 | Prêmio ASECAN                                        | Sebastian Meise                                     | Vencedor  | [ 7 ]  |
| Festival de Cinema Europeu de Sevilha       | 13 de novembro de 2021 | Melhor ator                                          | Franz Rogowski                                      | Vencedor  | [ 7 ]  |
| Festival de Cinema de Zagreb                | 21 de novembro de 2021 | Golden Pram - Melhor Longa-Metragem                  | Great Freedom                                       | Vencedor  | [ 27 ] |
| Festival de Cinema Noites Negras de Tallinn | 28 de novembro de 2021 | Prêmio Destaque DDA                                  | Great Freedom                                       | Vencedor  | [ 28 ] |
| Prémios do Cinema Europeu                   | 11 de dezembro de 2021 | Melhor ator                                          | Franz Rogowski                                      | Indicado  | [ 29 ] |
| Prémios do Cinema Europeu                   | 11 de dezembro de 2021 | Melhor compositor                                    | Nils Petter Molvaer e Peter Brötzmann               | Vencedor  | [ 29 ] |
| Prémios do Cinema Europeu                   | 11 de dezembro de 2021 | Melhor diretor de fotografia                         | Crystel Fournier                                    | Vencedor  | [ 29 ] |
| Prémios do Cinema Europeu                   | 11 de dezembro de 2021 | Prémio Europeu de Cinema Universitário               | Great Freedom                                       | Indicado  | [ 29 ] |
| Prêmio Austríaco de Cinema                  | 30 de junho de 2020    | Melhor longa-metragem                                | Great Freedom                                       | Vencedor  | [ 30 ] |
| Prêmio Austríaco de Cinema                  | 30 de junho de 2020    | Melhor diretor                                       | Sebastian Meise                                     | Vencedor  | [ 30 ] |
| Prêmio Austríaco de Cinema                  | 30 de junho de 2020    | Melhor ator                                          | Georg Friedrich                                     | Vencedor  | [ 30 ] |
| Prêmio Austríaco de Cinema                  | 30 de junho de 2020    | Melhor ator                                          | Franz Rogowski                                      | Indicado  | [ 30 ] |
| Prêmio Austríaco de Cinema                  | 30 de junho de 2020    | Melhor ator coadjuvante                              | Thomas Prenn                                        | Vencedor  | [ 30 ] |
| Prêmio Austríaco de Cinema                  | 30 de junho de 2020    | Melhor roteiro                                       | Thomas Reider e Sebastian Meise                     | Vencedor  | [ 30 ] |
| Prêmio Austríaco de Cinema                  | 30 de junho de 2020    | Melhor fotografia                                    | Crystel Fournier                                    | Vencedor  | [ 30 ] |
| Prêmio Austríaco de Cinema                  | 30 de junho de 2020    | Melhor maquiagem                                     | Heiko Schmidt, Roman Braunhofer e Kerstin Gaecklein | Vencedor  | [ 30 ] |
| Prêmio Austríaco de Cinema                  | 30 de junho de 2020    | Melhor música                                        | Peter Brötzmann e Nils Petter Molvaer               | Indicado  | [ 30 ] |
| Prêmio Austríaco de Cinema                  | 30 de junho de 2020    | Melhor edição                                        | Joana Scrinzi                                       | Vencedor  | [ 30 ] |
| Deutscher Filmpreis                         | 24 de janeiro de 2021  | Melhor filme                                         | Great Freedom                                       | Vencedor  | [ 31 ] |
| Deutscher Filmpreis                         | 24 de janeiro de 2021  | Melhor diretor                                       | Sebastian Meise                                     | Indicado  | [ 31 ] |
| Deutscher Filmpreis                         | 24 de janeiro de 2021  | Melhor ator                                          | Franz Rogowski                                      | Indicado  | [ 31 ] |
| Deutscher Filmpreis                         | 24 de janeiro de 2021  | Melhor roteiro                                       | Thomas Reider e Sebastian Meise                     | Indicado  | [ 31 ] |
| Deutscher Filmpreis                         | 24 de janeiro de 2021  | Melhor cinematografia                                | Crystel Fournier                                    | Indicado  | [ 31 ] |
| Deutscher Filmpreis                         | 24 de janeiro de 2021  | Melhor edição                                        | Joana Scrinzi                                       | Indicado  | [ 31 ] |
| Deutscher Filmpreis                         | 24 de janeiro de 2021  | Melhor figurino                                      | Tanja Hausner, Andrea Hölzl                         | Indicado  | [ 31 ] |
| Deutscher Filmpreis                         | 24 de janeiro de 2021  | Melhor maquiagem                                     | Heiko Schmidt, Roman Braunhofer e Kerstin Gaecklein | Vencedor  | [ 31 ] |
| Prêmio Alemão de Atuação                    | 9 de setembro de 2022  | Melhor ator em papel principal dramático             | Franz Rogowski                                      | Vencedor  | [ 32 ] |
| Prêmio Alemão de Atuação                    | 9 de setembro de 2022  | Melhor ator coadjuvante dramático                    | Georg Friedrich                                     | Indicado  | [ 32 ] |